# Jugendkunstschule

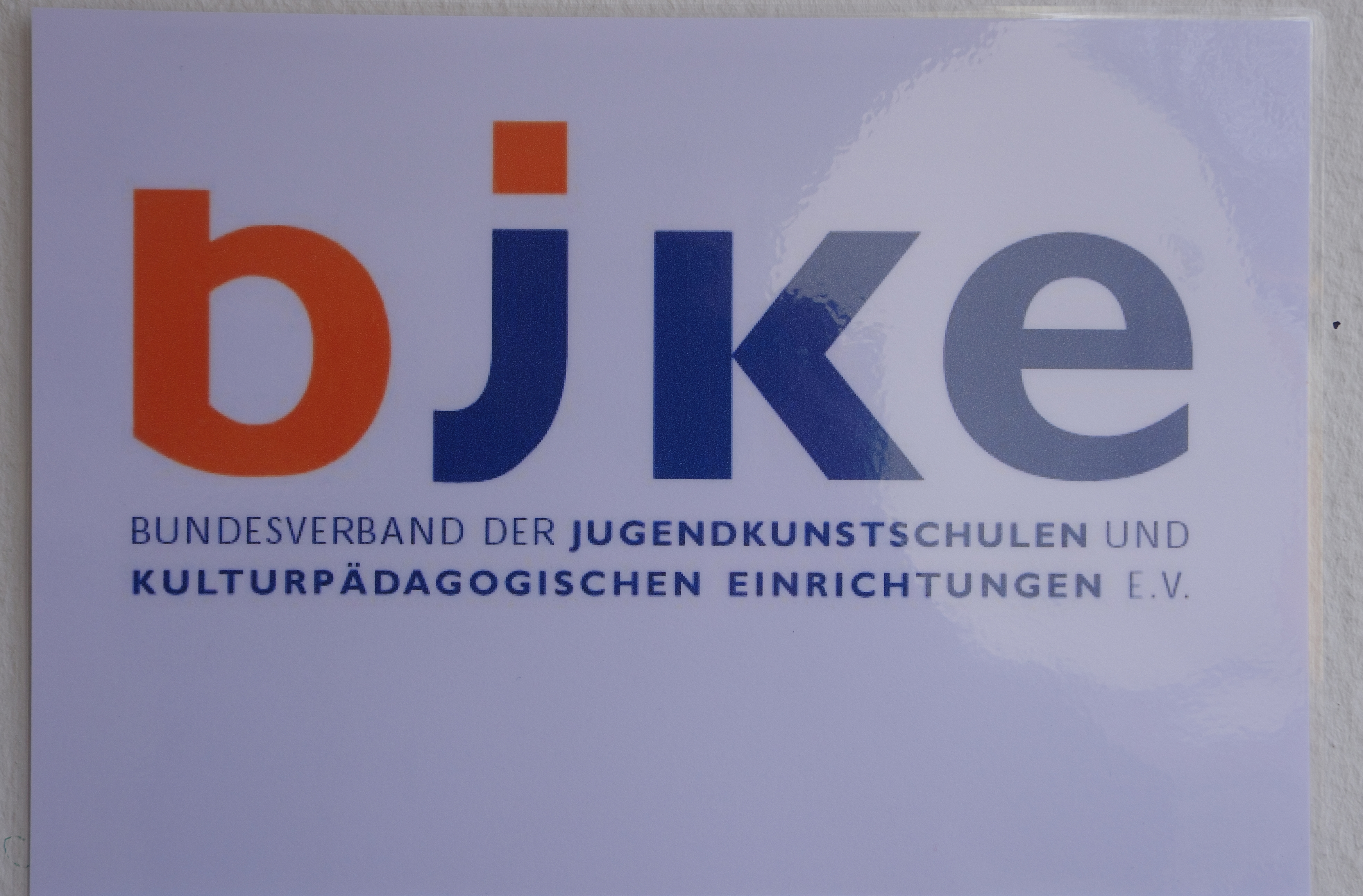
Logo des Bundesverbands der Jugendkunstschulen und Kulturpädagogischen Einrichtungen (bjke)

Jugendkunstschulen sind außerschulische Einrichtungen der kulturellen Bildung speziell für Kinder und Jugendliche. Etwa 400 dieser Jugendbildungseinrichtungen bestehen in Deutschland, europaweit haben sich die Jugendkunstschulen im Netzwerk arts4all zusammengeschlossen. Zum Kernangebot der Jugendkunstschulen gehören Kurse, Projekte und offene Angebote in allen Kunstsparten. „Alle Künste unter einem Dach“ anzubieten ist das Ziel der Jugendkunstschulen, die hierdurch junge Menschen in ihrer Persönlichkeitsentwicklung unterstützen wollen. Der 1983 gegründete Bundesverband der Jugendkunstschulen und Kulturpädagogischen Einrichtungen (bjke) vertritt heute 400 Mitgliedseinrichtungen in 13 Landesverbänden. 650.000 Kinder und Jugendliche in Deutschland nutzen das Bildungsangebot der Jugendkunstschulen.

## Begriff
Das Wort „Jugendkunstschule“ hat sich seit Ende der 1960er Jahre allmählich in der (alten) Bundesrepublik Deutschland verbreitet. Mit der deutschen Wiedervereinigung 1989 hat die Zahl der Einrichtungen in Deutschland sprunghaft zugenommen. Ähnliche Wortprägungen sind „Kunstschule“, „Kreativitätsschule“ und (speziell in den östlichen Bundesländern) „Volkskunstschule“. In der DDR wurde die erste Volkskunstschule 1959 in Jena mit den Fachgebieten Künstlerisches Wort und Bildnerisches Schaffen eröffnet. Die tschechischen Volkskunstschulen standen ebenso Pate bei der Gründung erster Jugendkunstschulen in Wesel (1968), Wuppertal (1969) und Oederan (1967) wie die flämischen und niederländischen Bildkunstschulen und Kreativitätszentren. In Europa hat sich der Name „Jugendkunstschule“ schon deshalb nicht verbreitet, weil sich neben der weitgehend eingeführten Ganztagsschule die außerschulische Jugendarbeit anders als in Deutschland nicht als eigenständiges Einrichtungsfeld etablieren konnte. Das europäische Jugendkunstschulnetzwerk hat sich daher auf den Namen „Art Schools“ verständigt, der sich je nach nationaler Tradition unterschiedlich ausdifferenziert. Das Spektrum reicht von den „Bildkunstschulen“ in Finnland über die (vor allem in Norwegen und den Niederlanden entwickelten) Musik- und Kunstschulen bis hin zum „Jugendkunstschulkonzept“, das „alle Künste unter einem Dach“ versammeln möchte. Eine eigene, in der Stadtteilkultur verankerte Konzepttradition haben die im französischsprachigen Belgien verbreiteten „Centres d’expression et de créativité“ entwickelt.

## Konzept
Nach Veröffentlichung der „Denkschrift Jugendkunstschule“ im März 1967 haben sich in Deutschland unterschiedliche Einrichtungsprofile herausgebildet, unter denen sich der Name „Jugendkunstschule“ letztlich durchgesetzt hat. Vor dem Hintergrund der Jugendpolitik steht er insbesondere für Sparten- und Methodenvielfalt, Multimedialität und Zugangsoffenheit (Kunst und Kultur für alle Kinder und Jugendlichen). Dies bedeutet jedoch nicht, dass alle Einrichtungen auch schon in der Lage wären, jedem Kind und jedem Jugendlichen das gesamte Spektrum kultureller Bildung anzubieten. Die früher diskutierte „Kunstschulkonzeption“ (als Analogeinrichtung zu den Musikschulen für die Bildende Kunst) hat sich in der Fläche nicht durchgesetzt. „Musik- und Kunstschulen“ (in Deutschland in den letzten Jahren ein steigender Trend) sind in der Regel Musikschulen, unter deren Dach auch noch andere Kunstsparten angeboten werden.

## Verbreitung
Da Bildung und Kultur in Deutschland Ländersache sind und auch die Jugendfördergesetzgebung auf Länderebene erfolgt, haben sich Jugendkunstschulen in der Bundesrepublik in drei Schüben entwickelt bzw. nicht entwickelt. Eine aktive Jugendförderplanung macht das bevölkerungsreichste Bundesland Nordrhein-Westfalen zum „Mutterland“ der Jugendkunstschulen in Deutschland. Hier hat sich seit den 1970er Jahren, unterstützt durch zahlreiche Bundesmodellversuche, eine relativ homogene Landschaft von heute etwa 60 Einrichtungen herausgebildet. Die 1980er und 90er Jahre sind geprägt durch aktive Landesentwicklungen insbesondere in Baden-Württemberg, Berlin, im Saarland und zum Teil auch im „Kunstschulland“ Niedersachsen, dessen Einrichtungslandschaft jedoch auch heute noch stark ehrenamtlich geprägt ist. Unter den neuen Bundesländern haben sich in dieser Phase vor allem Thüringen, Brandenburg und Sachsen-Anhalt engagiert. Aktuell besonders aktiv sind Mecklenburg-Vorpommern, das 2009 landesgesetzlich die „staatliche Anerkennung“ von Jugendkunstschulen geregelt hat und eine echte Drittelfinanzierung der Einrichtungen aus Landesmitteln gewährleistet, und Rheinland-Pfalz. Die rheinland-pfälzische Förderinitiative zur Jugendkunstschulgründung verdient vor allem deshalb besondere Beachtung, weil dieses Bundesland in der Ganztagsschulentwicklung besonders weit fortgeschritten ist und zugleich die Strukturentwicklung außerschulischer Bildungspartner in Kooperation mit dem Kulturbüro Rheinland-Pfalz gezielt fördert. Ein ähnlicher Bedarf zeichnet sich auch in Sachsen ab, ohne jedoch schon gezielte Förderinitiative auszulösen. Äußerst zurückhaltend hat sich bislang das in der Musikschulförderung vorbildliche Bundesland Bayern gezeigt, dessen Einrichtungsentwicklung im Bundesmaßstab abfällt und weitgehend ehrenamtlich oder durch Einzelkommunen getragen ist. In 13 Bundesländern bestehen Landesverbände, bundesweit sind heute in Deutschland 400 Jugendkunstschulen aktiv.

## Förderrechtliche Rahmenbedingungen (Deutschland)
In Deutschland definiert das 1990 verabschiedete Kinder- und Jugendhilfegesetz des Bundes (KJHG) im § 11 die „kulturelle Bildung“ als einen der Schwerpunkte der Jugendarbeit (außerschulische Jugendbildung) und erlegt den Bundesländern auf, „auf einen gleichmäßigen Ausbau der Einrichtungen und Angebote“ der Jugendarbeit hinzuwirken (§ 82). Ob Jugendkunstschulen tatsächlich Einrichtungen der Kinder- und Jugendhilfe im Sinne des SGB VIII sind, wird in den Bundesländern unterschiedlich betrachtet. Erst wenige Bundesländer (wie beispielsweise Nordrhein-Westfalen, Mecklenburg-Vorpommern, Brandenburg) haben landesgesetzliche Regelungen verabschiedet, die den Bestand und die Förderung von Jugendkunstschulen ausdrücklich regeln. Hierzu hat die Enquête-Kommission Kultur in Deutschland des Deutschen Bundestags alle Bundesländer in ihrem Abschlussbericht (2007) ausdrücklich aufgefordert. Erschwert wird die Umsetzung dieser Handlungsempfehlung dadurch, dass die Zuständigkeit für die Förderung außerschulischer Jugendbildung zwischen den Ressorts Jugend, Bildung und Kultur von Bundesland zu Bundesland anders geregelt ist. Das brandenburgische Musik- und Kunstschulgesetz nimmt beispielsweise auf die Jugendhilfe nicht Bezug. Die politische Forderung nach der Ausgestaltung kultureller Bildung als „Querschnittsaufgabe“ hat sich förderrechtlich bislang nicht ausgezahlt. Der Deutsche Städtetag, der sich 2003 in einer Orientierungshilfe für die stärkere Verbreitung von Jugendkunstschulen in Deutschland ausgesprochen hat, unterstützt die Entwicklung von „Fördergesetzgebungen“ in den Bundesländern, steht der Regelung weiterer landesrechtlicher „Pflichtaufgaben“ jedoch zurückhaltend gegenüber.